# Jagellonska universitetet

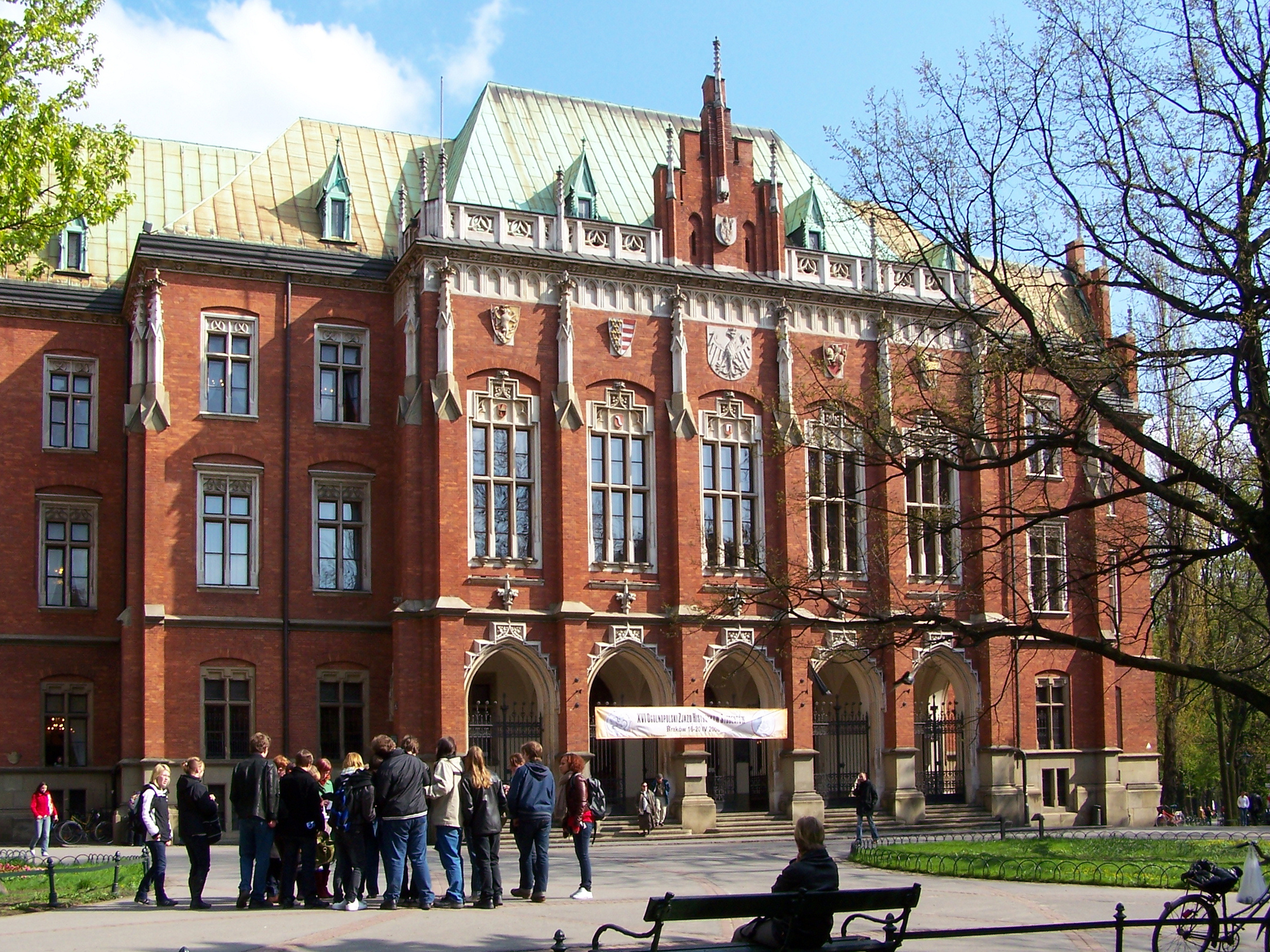
Jagellonska universitetets huvudbyggnad, Collegium Novum.

Jagellonska universitetet (polska: Uniwersytet Jagielloński) är ett universitet beläget i Kraków i Polen. Universitetet grundades 1364 av kung Kasimir III, och är därmed Polens äldsta och mest ansedda lärosäte. Läsåret 2022/2023 bestod universitetet av 16 fakulteter och hade 33 794 studenter.

## Historia
Universitetet grundades 1364 som Studium Generale av kung Kasimir III. Efter Kasimirs död 1370 upphörde universitetet att existera. Under drottning Hedvig och hennes gemål och efterträdare som regent, kung Vladislav II, uppkom planer på att återskapa universitetet på nytt. Så skedde år 1400 under namnet Collegium Regium (Kungliga högskolan), som kort därefter ändrades namnet till Collegium Maius (Större högskolan). Universitetet blev då en efterbildning av Karlsuniversitetet i Prag och Paris universitet, med andliga lärofäder som avlönades med prästerliga ämbeten, och med skolastiken som lärometod.
Lärosätet drog snabbt till sig de i Prag anställda polackarna och några böhmare, vilkas antal ökades när Jan Hus lära tvingade bort katolikerna från Prag och Böhmen. Under 1400-talet fungerade lärosätet som landsuniversitet för Ungern, Schlesien och Preussen, som inte hade egna högskolor, och även svenskar, engelsmän, schweizare och bayrare studerade där. Särskilt berömt blev universitetet för dess undervisning i rättslära, matematik och astronomi; bland lärarna fanns Maciej Miechowita och Paweł Włodkowic, och bland studenterna Copernicus, Thomas Murner och Johannes Aventinus. I samband med reformationen minskade antalet utländska studenter under 1500-talet, då flera nya lärosäten kom att bildas i närliggande städer. Mot slutet av 1500-talet ändrades namnet till Akademia Krakówska (Krakóws akademi).
År 1773 skedde en omstrukturering av universitetet under en utbildningskommission ledd av Hugo Kołłątaj. De fyra ursprungliga fakulteterna delades upp i två separata högskolor: Collegium Morale, med undervisning i teologi, rättslära och litteratur, och Collegium Physicum, med undervisning i matematik, fysik och medicin. Under denna reformperiod främjades särskilt de naturvetenskapliga utbildningarna vid universitetet, samtidigt som polska introducerades som undervisningsspråk. År 1783 ändrades namnet på nytt, nu till Szkoła Główna Koronna (Kronans huvudskola).
Efter den tredje delningen av Polen 1795, då Kraków tillföll Österrike-Ungern, skedde en germanisering av undervisningen, och 1805 slogs skolan samman med Lwóws universitet. År 1809 återpoloniserades undervisningen, då staden kom att ingå i Hertigdömet Warszawa. Efter att Stadsstaten Kraków grundades i samband med Wienkongressen 1815 kom universitetets lärare att inta en framträdande politisk roll. År 1817 fick universitetet sitt nuvarande namn. Då statsstaten upplöstes 1846 tillföll Kraków på nytt Österrike-Ungern, med en ny germanisering av undervisningen som följd.
Under 1800-talets senare del gavs polackerna allt större autonomi inom den österrikisk-ungerska monarkin, och en gradvis återpolonisering av undervisningen skedde. I samband med Polens självständighet och Andra polska republikens bildande 1918 ökade antalet studenter från de polska territorier som tidigare tillhört Kejsardömet Ryssland. Under Nazitysklands ockupation av Polen under andra världskriget stängdes universitetet 1942. Efter Folkrepubliken Polens bildande efter kriget stängdes universitetets teologiska fakultet, samtidigt som fakulteten för medicin och lantbruk bildade egna högskolor; dessa blev åter en del av universitetet 1993.
I Polen omnämns universitetet ofta "ojått" efter universitets initialer U.J. vilka på polska uttalas just "o", "jått".

## Personer med koppling till universitetet

### Forskare
- Roman Ingarden, polsk filosof; professor 1946–1950 och 1956–1963
- Karol Olszewski, polsk fysiker och kemist; professor 1876
- Marian Smoluchowski, polsk fysiker; professor 1913–1917
- Zygmunt Wróblewski, polsk fysiker; professor 1882